# Chenopodiastrum
Genre
Chenopodiastrum est un genre de plantes à fleurs herbacées de la famille des Amaranthaceae. Le genre a été officiellement décrit en 2012 par Susy Fuentes-Bazan, Pertti Uotila et Thomas Borsch. Il comporte 5 espèces, présentes en Eurasie, Afrique du Nord et Amérique du Nord.

## Description
Voici la description donnée par Fuentes-Bazan, Uotila et Borsch des Chenopodiastrum :
Les espèces du genre Chenopodiastrum sont des herbes annuelles non aromatiques. Les jeunes plantes possèdent des trichomes (poils) vésiculaires qui tombent en vieillissant.
Les tiges poussent dressées, ramifiées. Les feuilles alternes ont un pétiole et un limbe épais triangulaire, ovale, rhombique-ovale à lancéolé. Le bord des feuilles peut être irrégulièrement denté ou lobé, ou pinnatifide avec des lobes dentés étroits.
Les inflorescences axillaires et terminales sont constituées de petits glomérules denses de fleurs, disposées en épis ou en panicules. Les fleurs sont bisexuées ou femelles . Ils contiennent 5 segments de périanthe connés (soudés) à la base avec une carène proéminente près de l'apex et une forte nervure médiane caractéristique visible de l'intérieur ; un cercle de 5 étamines ; et un ovaire à 2 stigmates.
Le fruit est enfermé dans les lobes du périanthe. Le péricarpe membraneux adhère fermement à la graine. Les graines lenticulaires, couvertes d’un tégument noir, parfois rugueux ou lisse.

## Liste d'espèces
Selon Fuentes-Bazan et al et Tropicos:
- Chenopodiastrum badachschanicum (Tzvelev) S.Fuentes, Uotila & Borsch, (syn. Chenopodium badachschanicum Tzvelev): au Asie centrale, Chine, NE Afghanistan, N Pakistan, N Inde et Népal[3].
- Chenopodiastrum coronopus (Moq.) S.Fuentes, Uotila & Borsch, (syn. Chenopodium coronopus Moq.): endémique des Îles Canaries, Îles Selvagens, et probablement Madère[4].
- Chenopodiastrum hybridum  (L.) S.Fuentes, Uotila & Borsch (syn. Chenopodium hybridum L.)[5]: en Europe, Inde et régions tempérées d’Asie[6]
- Chenopodiastrum murale (L) S.Fuentes, Uotila & Borsch (syn. Chenopodium murale L. )[7]:  en Europe, Afrique du Nord et Asie du Sud[6].
- Chenopodiastrum simplex (Torr.) S.Fuentes, Uotila & Borsch (syn. Chenopodium hybridum var. simplex Torr.)[8]: Amérique du Nord[6]